# L'Annonciation (Lotto)
L'Annonciation de Recanati est une peinture à l'huile sur toile de Lorenzo Lotto datant de 1528, conservée à Recanati, au Museo Civico Villa Colloredo Mels.

## Histoire
Datant de la suite de période vénitienne du peintre, pendant laquelle il travaille dans la région des Marches, le tableau est une commande de la Confraternita dei mercanti di Recanati.

## Iconographie
L'Annonciation faite à Marie est un des thèmes très répandus de l'iconographie chrétienne : Marie (l'Annoncée) est surprise dans sa lecture, chez elle, près de sa chambre, par l'arrivée de l'archange Gabriel (l'ange annonciateur) ; elle apprend qu'elle va donner naissance au futur Christ.
Plusieurs attitudes de la Vierge sont possibles : ici Marie est effrayée et exprime clairement ce sentiment.
D'autres attributs sont nécessaires à la représentation de l'événement : la présence de Dieu le père depuis les cieux, de la colombe du Saint-Esprit, du jardin clos (l'hortus conclusus symbole de virginité).

## Composition
Marie, effrayée se tient sur la gauche de la composition, tournant le dos à sa lecture interrompue, depuis sa chambre dont on aperçoit des vêtements sur une patère, une étagère, un bougeoir, le baldaquin du lit, un sablier sur un tabouret ; elle manifeste sa surprise en ouvrant largement les mains, portant son regard vers le spectateur.
À droite l'archange Gabriel portant un rameau de lys, les cheveux encore troublés par son vol, lève un bras au ciel à l'aplomb de Dieu le père apparaissant dans les cieux couvert néanmoins par le portique limitant le jardin dont on aperçoit des arbres stylisés.
Un chat s'enfuit entre les deux protagonistes, symbole satanique effrayé par l'annonciateur.

## Analyse
Les postures figées expressives à l'excès des personnages principaux (et la taille un peu outrée de leurs têtes) sont clairement maniéristes avant l'heure, ainsi que l'usage cru, voire naïf, des couleurs.
L'inversion gauche droite des positions habituelles des protagonistes de l'Annonciation renforce encore le traitement inhabituel du thème.
Habituellement également c'est une colonne qui s'interpose entre Marie et Gabriel (Christ es columna), ici c'est un chat, symbole satanique qui la remplace.
Pour Daniel Arasse, en tournant la Vierge, effrayée, de face vers le dévot, l'artiste détourne l'aspect cultivé habituel de la représentation pour en privilégier une attention plus populaire.
Il y voit également qu'au centre « le chat ne cesse de s'enfuir ».

## Postérité
La peinture fait partie du musée imaginaire de l'historien français Paul Veyne, qui le décrit dans son ouvrage justement intitulé Mon musée imaginaire.